# Roth bei Nürnberg
Roth er en by i den tyske delstat Bayern, i det sydlige Tyskland.
- Wikimedia Commons har flere filer relateret til Roth bei Nürnberg